# Villemareuil
Villemareuil är en kommun i departementet Seine-et-Marne i regionen Île-de-France i norra Frankrike. Kommunen ligger i kantonen Crécy-la-Chapelle som tillhör arrondissementet Meaux. År 2022 hade Villemareuil 383 invånare.

## Befolkningsutveckling
Antalet invånare i kommunen Villemareuil
| Referens: INSEE |